# Saltos ornamentais no Campeonato Europeu de Esportes Aquáticos de 2016 - Trampolim 3 m sincronizado feminino
A prova do trampolim 3 m sincronizado feminino dos saltos ornamentais no Campeonato Europeu de Esportes Aquáticos de 2016 ocorreu no dia 15 de maio em Londres, no Reino Unido. 

## Calendário
| Fase  | Data       | Hora  |
| ----- | ---------- | ----- |
| Final | 15 de maio | 17:13 |

Todos os horários estão no horário local (UTC+0)

## Medalhistas
| Ouro                                        | Prata                                           | Bronze                                       |
| Itália · Tania Cagnotto · Francesca Dallapé | Reino Unido · Alicia Blagg · Rebecca Gallantree | Rússia · Nadezhda Bazhina · Kristina Ilinykh |

## Resultados
Esses foram os resultados da competição.
| Pos.              | Saltadora                           | Nacionalidade |        |
| Pos.              | Saltadora                           | Nacionalidade | Pontos |
| ----------------- | ----------------------------------- | ------------- | ------ |
| Medalha de ouro   | Tania Cagnotto Francesca Dallapé    | Itália        | 327.81 |
| Medalha de prata  | Alicia Blagg Rebecca Gallantree     | Reino Unido   | 319.32 |
| Medalha de bronze | Nadezhda Bazhina Kristina Ilinykh   | Rússia        | 304.20 |
| 4                 | Inge Jansen Uschi Freitag           | Países Baixos | 293.70 |
| 5                 | Tina Punzel Nora Subschinski        | Alemanha      | 292.17 |
| 6                 | Anastasiia Nedobiga Viktoriya Kesar | Ucrânia       | 289.23 |
| 7                 | Vivian Barth Madeline Coquoz        | Suíça         | 257.58 |
| 8                 | Iira Laatunen Taina Karvonen        | Finlândia     | 241.41 |